# Christian Rickens
Christian Rickens (* 26. Februar 1971) ist ein deutscher Journalist und Schriftsteller.

## Leben und Wirken
Rickens wuchs in Brunsbüttel und Wunstorf auf. Er studierte Journalistik und Wirtschaftswissenschaften an der Ludwig-Maximilians-Universität in München und der London School of Economics mit dem Abschluss als MSc; außerdem absolvierte er eine Ausbildung zum Redakteur an der Deutschen Journalistenschule in München. Danach war er drei Jahre als selbstständiger Wirtschaftsjournalist u. a. für brand eins, Die Zeit und die Süddeutsche Zeitung tätig. Im Jahr 2000 wurde er Redakteur beim manager magazin. Ab Dezember 2011 leitete er das Wirtschaftsressort von Spiegel Online. Seit November 2015 ist er Leiter des Ressorts Agenda beim Handelsblatt.
Neben seiner journalistischen Tätigkeit ist Rickens der Verfasser von Die neuen Spießer: Von der fatalen Sehnsucht nach einer überholten Gesellschaft (2006), Links! Comeback eines Lebensgefühls (2008), sowie von Ganz oben: Wie Deutschlands Millionäre wirklich leben (2011). Ferner ist er Herausgeber des Buchs Das Glühbirnenkomplott: Die spektakulärsten Verschwörungstheorien und was an ihnen dran ist (2014).

## Auszeichnungen
- 2005: Ludwig-Erhard-Preis für Wirtschaftspublizistik (Förderpreis)

## Schriften
- Die neuen Spießer. Von der fatalen Sehnsucht nach einer überholten Gesellschaft. Ullstein, Berlin 2006, ISBN 978-3-550-07896-5; erweiterte Ausgabe ebd. 2007, ISBN 978-3-548-36965-5.
- Links! Comeback eines Lebensgefühls. Ullstein, Berlin 2008, ISBN 978-3-550-08747-9.
  - SPD 2013: Die Sozialdemokratie gerät in Brandt, Auszug auf Spiegel Online, 6. September 2008
- Ganz oben: Wie Deutschlands Millionäre wirklich leben Kiepenheuer & Witsch 2011, ISBN 978-3-462-04280-1.
  - Auf Spurensuche im Villenviertel, Rezension bei das Dossier, 27. August 2011
- Das Glühbirnen-Komplott. Die spektakulärsten Verschwörungstheorien – und was an ihnen dran ist. Kiepenheuer & Witsch, Köln 2014, ISBN 978-3-462-04701-1.